# Вице-президент Азербайджана
Вице-президент Азербайджанской Республики (азерб. Azərbaycan Respublikasının Vitse-prezidenti) — группа должностей в Азербайджане, следующих за должностью Президента Азербайджана. Существует должность Первого вице-президента (азерб. Azərbaycan Respublikasının Birinci vitse-prezidenti) и должности вице-президентов Азербайджана. Нынешним первым вице-президентом Азербайджана является Мехрибан Алиева, жена президента Ильхама Алиева; должности других вице-президентов пока вакантны.
Должности вице-президентов Азербайджана были учреждены серией поправок в Конституцию, принятых на конституционном референдуме 26 сентября 2016 года. Эти поправки дают президенту право назначать и освобождать от должности первого вице-президента и вице-президентов страны.

## Полномочия
При досрочном уходе президента Азербайджанской Республики с должности в течение 60 дней проводятся внеочередные выборы президента Азербайджанской Республики. В этом случае до избрания нового президента Азербайджанской Республики полномочия президента исполняет первый вице-президент Азербайджана; если первый вице-президент уходит в отставку или полностью утрачивает способность по состоянию здоровья исполнять свои полномочия, то в определённой последовательности вице-президент Азербайджанской Республики получает статус первого вице-президента и исполняет полномочия главы государства.

## Неприкосновенность
В течение срока полномочий личность вице-президента Азербайджанской Республики неприкосновенна. Вице-президент Азербайджанской Республики не может быть задержан, привлечён к уголовной ответственности, кроме случаев поимки на месте преступления, к нему не могут быть применены в судебном порядке меры административного взыскания, он не может подвергаться обыску, личному досмотру. Неприкосновенность вице-президента Азербайджанской Республики может быть прекращена только президентом Азербайджанской Республики на основании представления генерального прокурора Азербайджанской Республики.

## Обеспечение и безопасность
Обеспечение первого вице-президента Азербайджанской Республики и его семьи осуществляется за счёт государства.
Безопасность первого вице-президента Азербайджанской Республики и его семьи обеспечивается специальными службами охраны.

## Право быть вице-президентом
Вице-президентом Азербайджана может стать гражданин Азербайджана, имеющий право голоса и высшее образование, а также не имеющий иностранного гражданства.

## Секретариат Первого вице-президента
| Начальник Секретариата Первого вице-президента Азербайджанской Республики | Алтай Гасанов   |
| Заместитель начальника Секретариата Первого вице-президента               | Мехти Дадашев   |
| Помощник Первого вице-президента                                          | Юсуф Мамедалиев |
| Помощник Первого вице-президента                                          | Гюндуз Керимов  |
| Помощник Первого вице-президента                                          | Эмин Гусейнов   |

## Список вице-президентов Азербайджана
| №                                                                 | Портрет | Имя (годы жизни)            | Срок полномочий              | Партия            | Должность учреждена 26 сентября 2016 года |
| Должность вакантна (26 сентября 2016 года — 21 февраля 2017 года) |         |                             |                              |                   | |
| 1                                                                 |         | Мехрибан Алиева (род. 1964) | 21 февраля 2017 года — н. в. | Новый Азербайджан | 21 февраля 2017 года президент Ильхам Алиев назначил свою супругу Мехрибан Алиеву первым вице-президентом Азербайджана. В связи с этим 6 марта 2017 года были приостановлены её полномочия депутата Милли меджлиса Азербайджанской Республики. Мехрибан Алиева в 2015 году была избрана депутатом от 14-го Хазарского избирательного округа на выборах в Милли меджлис пятого созыва. |